# UEFA Euro 2008 (відеогра)
UEFA Euro 2008 — гра в серії ігор «Electronic Arts» про Чемпіонатах Європи з футболу. Гра розроблена у студії «EA Canada» та видано «Electronic Arts» під брендом EA Sports. Гра вийшла в квітні 2008 в Європі, а в травні 2008 — в Північній Америці. Версії для платформ Xbox 360 та PS3 використовують удосконалений рушій гри з покращеною графікою, сучасним геймплеєм і багатьма іншими особливостями, яких немає у версіях для інших платформ (включаючи PC), що використовують старий рушій.

## Особливості
- UEFA Euro 2008 — єдина ліцензована гра Чемпіонату Європи з футболу 2008 року, в якій представлені всі логотипи та товарні знаки чемпіонату, всі команди і всі стадіони Австрії та Швейцарії, на яких проходив Чемпіонат Європи з футболу 2008 року.
- Новий ігровий режим «Captain Your Country» (рос. Капітан Збірної) представляє можливість зіграти матчі за одного єдиного футболіста (без перемикання між ними) та заслужити звання капітана збірної. Це може бути як вже існуючий футболіст, так і створений гравцем за допомогою спеціального вбудованого в гру редактора. Завданням гравця в цьому режимі стає вихід разом зі своєю збірної до фінальної частини Чемпіонату Європи, а потім завоювання головного трофея та отримання призу найкращого гравця чемпіонату — «Adidas Golden Foot» (рос. Золота Бутса Adidas).
- Розрахований на багато ігровий режим «UEFA Euro 2008 Online» — онлайн-чемпіонат, матчі в якому проводяться по інтернету. Ігри починаються зі стадії плей-офф.
- Режим «Battle of the Nations» (укр. Битва Націй). При першому запуску гравцеві пропонується вибрати країну, яку він буде представляти. Змінити цей вибір надалі буде не можна, щоб уникнути шахрайства та спеціальних занижень результатів. Після кожного проведеного матчу (не обов'язково за країну, яку він представляє) гравець заробляє бали, які зараховуються як йому особисто, так і країні, яку він представляє, в режимі «Battle of the Nations». За підсумками кожного дня (до 30 червня) визначаються найкращі гравці серед гравців країни, що перемогла.
- Зміна рейтингів футболістів — залежно від показаних результатів показники футболістів змінюються, в результаті чого можливе як поліпшення показників, так і їх погіршення.
- Режим «Story of Qualifying» (рос. Історія відбіркового турніру) дозволяє гравцям пройти через певні ігрові сценарії, засновані на історії відбіркового турніру Euro 2008. Виконуючи завдання гравець отримує можливість відкрити завдання складнішої категорії.
- Зміни погоди — тепер погода дійсно впливає на ігровий процес. Наприклад, дощ може створювати величезні калюжі на полі, в яких м'яч буде втрачати свою швидкість, що призводить до непередбачуваних ситуацій.
- Святкування гола тепер управляється самим гравцем. Після того, як було забито гол, різні комбінації клавіш приведуть до різних дій футболіста.
- Рівень гравця йде від новачка до голедора.

## Профіль гравця
На спеціальному сайті EA Sports для кожного гравця створюється свій профіль, в якому ведеться облік зіграних матчів, створюється список друзів гравця. Гравець може вступати в групи за інтересами, завантажувати своє відео з гри, спілкуватися і створювати свій власний аватар, купуючи для нього новий одяг на персональні окуляри, зароблені під час гри.

## Команди-учасниці
- Австрія ³
- Азербайджан ²
- Албанія
- Англія
- Андорра
- Вірменія ²
- Білорусь ²
- Бельгія
- Боснія і Герцеговина
- Болгарія
- Угорщина  1
- Німеччина
- Греція
- Грузія ²
- Данія
- Ізраїль  1
- Ірландія
- Ісландія ²
- Іспанія
- Італія
- Казахстан ²
- Кіпр  1
- Латвія
- Литва ²
- Ліхтенштейн
- Люксембург ²
- Північна Македонія ²
- Мальта
- Молдова ²
- Нідерланди  1 , ²
- Норвегія
- Польща
- Португалія  4
- Росія  4
- Румунія
- Сан-Марино
- Північна Ірландія
- Сербія ²
- Словаччина
- Словенія
- Туреччина  5
- Україна  1
- Уельс ²
- Фарерські острови  1 , ²
- Фінляндія  1
- Франція
- Хорватія  4
- Чорногорія  1 , ² , 3
- Чехія
- Швейцарія ³
- Швеція
- Шотландія
- Естонія

1: Неліцензована форма 

2: Імена та прізвища гравців вигадані 

3: Може бути додана лише вручну в ході відбору 

4: Показано стара форма зразка 2006 року 

5: Оригінальна форма вилучена

## Саундтрек
Гра містить у собі наступний ліцензійний саундтрек:
| Артист                  | Пісня                                       | Альбом                               | Країна     |
| ----------------------- | ------------------------------------------- | ------------------------------------ | ---------- |
| Carolina Liar           | I'm Not Over                                | Coming to Terms                      | США        |
| Crystal Castles         | Air War                                     | Crystal Castles                      | Канада     |
| Yelle                   | À Cause des Garçons (Riot in Belgium Remix) | Pop Up                               | Франція    |
| The Pigeon Detectives   | I'm Not Sorry                               | Wait For me                          | Англія     |
| Boys Noize              | Don't Believe The Hype                      | Oi Oi Oi                             | Німеччина  |
| Datarock                | I Used To Dance With My Daddy               | Datarock Datarock                    | Норвегія   |
| Ejectorseat             | Attack Attack Attack                        | Attack Attack Attack                 | Англія     |
| Infected Mushroom       | Becoming Insane                             | Vicious Delicious                    | Ізраїль    |
| Junkie XL & Electrocute | Mad Pursuit                                 | Booming Back At You                  | Нідерланди |
| Karoshi Bros.           | Love The World                              | Karoshi Bros.                        | Англія     |
| Look See Proof          | Casualty                                    |                                      | Англія     |
| The Magic Numbers       | Take A Chance                               | Those the Brokes                     | Англія     |
| Mendetz                 | The Boola Shines In A Pink Neon Room        | The Boola Shines In A Pink Neon Room | Іспанія    |
| Mexicolas               | Come Clean                                  | X                                    | Англія     |
| Operator Please         | Get What You Want                           | Yes Yes Vindictive                   | Австралія  |
| Pete And The Pirates    | Come On Feet                                | Little Death                         | Англія     |
| The Features            | I Will Wonder                               | Contrast                             | США        |
| The Magnificents        | Get It Boy                                  | Year Of Explorers                    | Шотландія  |
| The Young Punx          | Your Music Is Killing Me                    | Your Music Is Killing Me             | Англія     |